# The Making of the Haunted Mansion Movie
The Making of the Haunted Mansion Movie was een attractie in het Amerikaanse attractiepark Disney's Hollywood Studios, die werd geopend in november van 2003 en werd gesloten op 1 mei 2004. Het was een tentoonstelling van ontwerpen, sets en rekwisieten van de film The Haunted Mansion.

## Geschiedenis
Vóór de opening van The Making of the Haunted Mansion Movie bevonden zich in datzelfde gebouw, Soundstage 4, enkele sets van de film 101 Dalmatiërs als onderdeel van de attractie Backstage Pass. Deze attractie werd in februari 2002 gesloten om iets minder dan twee jaar later plaats te maken voor The Making of the Haunted Mansion Movie. Tijdens de opnames van de film werden de ontwerpers van de attractie hierbij betrokken; zij overlegden met onder anderen regisseur Rob Minkoff, producent Don Hahn, ontwerper John Myre en make-upartiest Rick Baker. Na het filmen werden enkele onderdelen van de set per vrachtwagen van Californië naar Orlando vervoerd, om aldaar een plek te krijgen in Disney's Hollywood Studios. Hoewel de film zelf pas op 26 november 2003 in première ging, werd de attractie begin november al geopend. Dit kwam eerder niet in deze volgorde voor in de Disney's Hollywood Studios. De attractie sloot op 1 mei 2004, om te worden vervangen door de attractie Journey into Narnia: Creating The Lion, the Witch, and the Wardrobe.

## Beschrijving
De attractie bevond zich in Soundstage 4 aan Mickey Avenue. Gasten werden door het gebouw rondgeleid door een medewerker. Na de wachtrij kwamen gasten een gang binnen met aan weerszijden ontwerpen van en rekwisieten uit de film The Haunted Mansion. Als gasten vervolgens de hoek omgingen, kwamen ze op de filmset van de balzaal terecht. Daarin stonden twee grote setstukken: de trap met daarop het orgel en de open haard. Nadat gasten de balzaal waren binnengekomen, dimde het licht en werd een achter-de-schermendocumentaire afgespeeld waarin producent Hahn vertelde over het maken van de film. Na deze film waren er geluidseffecten te horen van een donderslag en enkele bellen en gingen de lichten weer aan. Daarna kregen gasten tijd om vrij rond te lopen, alhoewel het niet was toegestaan om foto's te maken in de attractie. ± 15 minuten na het begin van de toer werd gasten verzocht om de attractie te verlaten.